# 小行星298
小行星298（298 Baptistina）是小行星帶裡一顆由奧古斯特·沙盧瓦在1890年9月9日於法國尼斯所發現的小行星。
在2007年9月，美國科羅拉多州美國西南研究院的研究人員威廉·波特克（William Bottke）與數位捷克籍的科學家，利用電腦計算出希克蘇魯伯隕石坑撞擊事件的可能肇事者。根據他們的模擬計算結果，小行星298可能是一顆在1億6千萬年前因與較小天體碰撞而被摧毀的母小行星(直徑170km)的最大殘骸，此次事件也造成了巴普提斯蒂娜族(Baptistina family)的行星誕生。此外，這次事件所產生的碎片之一也被暗示說最終撞擊了地球，從而導致了在6千5百萬年前滅絕恐龍的白堊紀-第三紀滅絕事件。由於擔憂的緣故，而引起了對這被普遍認同的想法的關注，這有部分是因為很少完全觀察到小行星或族存在的技術限制。當然，最近也發現到小行星298作為K-T界線的可能來源卻沒共有相同的化學特徵 。雖然這項發現可能造成巴普提斯蒂娜族與K-T界線間的關係變得更難確定，這並未杜絕其可能性。
雖然它有與花神星族的小行星相似的運行軌道，小行星298仍被判定是毫無關係的闖入者。

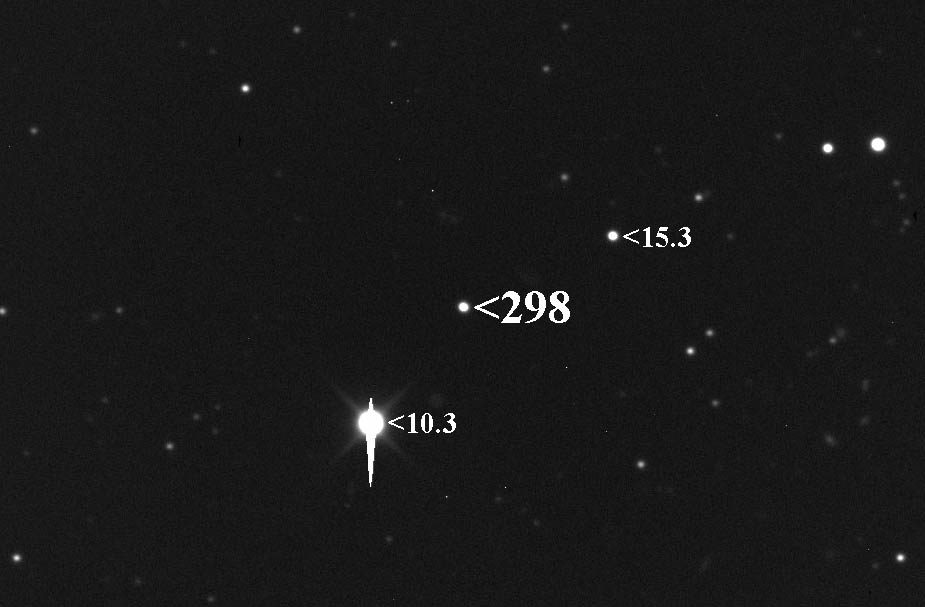
小行星298(星等 15.2)在一顆星等15.3的星星附近

## 外部連結
- NASA JPL小天體瀏覽器上的小行星298
- 小行星298 at the JPL Small-Body Database 
  - Close approach · Discovery · Ephemeris · Orbit diagram · Orbital elements · Physical parameters

| 前一小行星： (297)小行星297 | 小行星列表 | 後一小行星： (299)小行星299 |